# Praonopterus laevis
Praonopterus laevis är en stekelart som beskrevs av Vladimir Ivanovich Tobias 1988. Praonopterus laevis ingår i släktet Praonopterus och familjen bracksteklar. Inga underarter finns listade i Catalogue of Life.